# 艾山江·阿不都拉
艾山江·阿不都拉，中国新疆人，中华人民共和国政治人物、全国脱贫攻坚先进个人。

## 生平
艾山江·阿不都拉任武警新疆总队南疆指挥部政治工作部保卫科干事。因在脱贫攻坚战中作出突出贡献，2021年2月25日全国脱贫攻坚总结表彰大会上，艾山江·阿不都拉被授予“全国脱贫攻坚先进个人”。